# Künstlerhaus Goldener Pflug

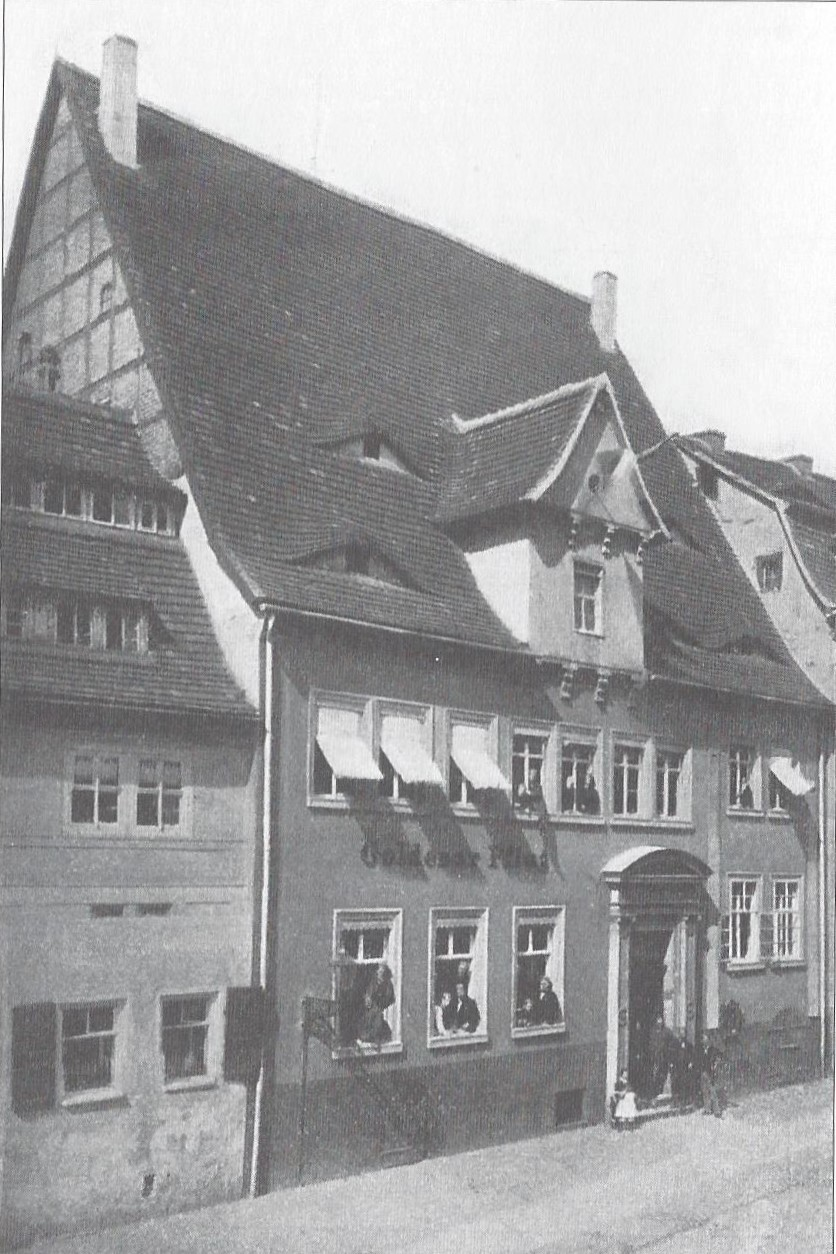
Gasthof Zum goldenen Pflug (1905)

Das Künstlerhaus Goldener Pflug ist ein Gebäude am Alten Markt 27 in Halle (Saale). Es wurde 1605 gebaut und ist eines der ältesten erhaltenen Wohnhäuser der Stadt. Seit 2013 wird es von Künstlern für Ateliers und Ausstellungen genutzt.

## Geschichte
1605 wurde ein neues Gebäude des Gasthofs Zum goldenen Pflug erbaut. Seit 1905 traf sich dort die Künstlervereinigung auf dem Pflug von Malern, Bildhauern, Theaterleuten und Schauspielern. Seit den 1920er Jahren wurde es nicht mehr als Gastwirtschaft genutzt. In den 1940er Jahren löste sich die Künstlervereinigung auf.
In den 1990er Jahren wurde das Haus vom Landesamt für Denkmalpflege für Büros und Werkstätten genutzt, seit 2004 stand es leer.
2013 begann die Nutzung durch Künstler. Seit 2019 wird es saniert.